# Bill Miller
William Preston „Bill” Miller (ur. 22 lutego 1930 w Lawnside w New Jersey, 27 października 2016 w Apache Junction) – amerykański lekkoatleta specjalizujący się w rzucie oszczepem.
Wicemistrz olimpijski z Helsinek (1952). Uzyskał wówczas wynik 72,46 m i przegrał tylko ze swoim rodakiem Cyrusem Youngiem. Rekord życiowy: 81,29 m uzyskał w roku 1954.